# Alessandra Facchinetti
Alessandra Facchinetti, né le 2 juin 1972, est une styliste italienne qui est directrice de la création de Gucci de 2004 à 2005, de Valentino de 2008 à 2010, et de Tod's de 2013 à 2016.

## Biographie
Alessandra Facchinetti est la fille du rockeur Roby Facchinetti (Pooh) et la sœur du rappeur Francesco Facchinetti (DJ Francesco).
Alessandra Facchinetti sort diplômée de l'Istituto Marangoni de Milan en 1995, puis travaille sept ans pour la maison Prada. Elle rejoint Gucci, sous la direction de Tom Ford, en octobre 2000. Après le départ de Tom Ford en 2003, elle prend la tête de la direction artistique du prêt-à-porter femmes de Gucci début 2004, mais quitte ce poste dix-huit mois en mars 2005 après avoir refusé de rétrograder pour céder la direction artistique à Frida Giannini.
En janvier 2008, elle prend la direction artistique de Valentino après le départ de son fondateur. À la suite de la Semaine de la mode de Paris d'octobre 2008, Alessandra Facchinetti est remerciée par Valentino qui évoque une « vision mal-alignée avec celle de l'entreprise ». Son départ relance le débat autour du concept de maintenir une maison de couture ouverte et ce même après le départ de son couturier historique.
En 2010, Alessandra Facchinetti crée son propre atelier de création. Elle rejoint la direction artistique de Tod's en 2013, poste qu'elle quitte en 2016. En 2020, elle prend la direction artistique de la marque philippine Harlan + Holden.